# Rozivka, Ujhorod
Rozivka (în ucraineană Розівка) este un sat în comuna Holmok din raionul Ujhorod, regiunea Transcarpatia, Ucraina.

## Demografie
Componența lingvistică a localității Rozivka
     Ucraineană (80,34%)
     Maghiară (15,88%)
     Rusă (2,97%)
     Alte limbi (0,67%)
Conform recensământului din 2001, majoritatea populației localității Rozivka era vorbitoare de ucraineană (80,34%), existând în minoritate și vorbitori de maghiară (15,88%) și rusă (2,97%).